# Kirilowia
Kirilowia là chi thực vật có hoa trong họ Amaranthaceae.